# Alan Moulder
Alan Moulder (Boston, 11 giugno 1959) è un produttore discografico britannico.
Ha lavorato con diversi artisti e gruppi musicali tra cui My Bloody Valentine, The Jesus and Mary Chain, Nine Inch Nails, Arctic Monkeys, U2, Depeche Mode, The Smashing Pumpkins, Placebo, Killers, Interpol, Foo Fighters e Gianna Nannini.
È sposato con la cantante dei Curve Toni Halliday.
Il suo riarrangiamento del brano Everything Counts dei Depeche Mode, pubblicato per la prima volta nel 1989 con l'etichetta Absolut Mix, è stato incluso nel secondo disco della raccolta Remixes 81-04.